# Хижина Ниссена

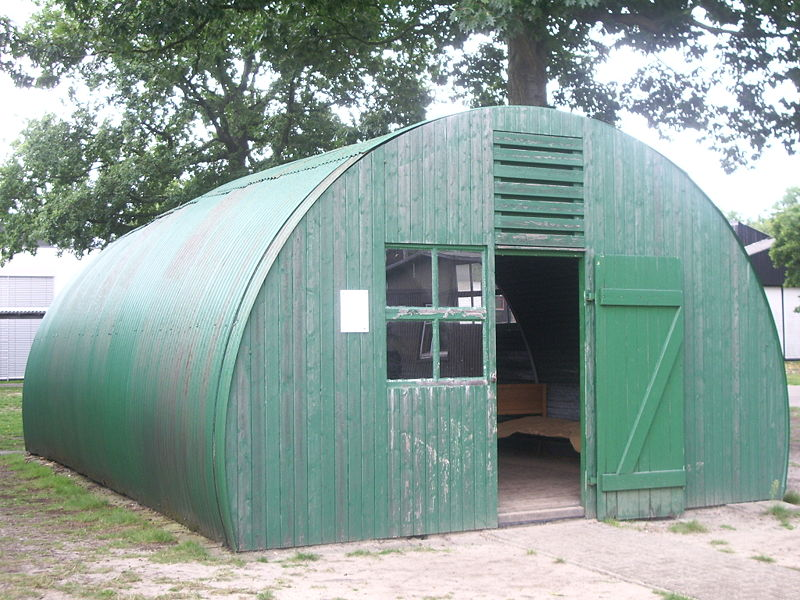
Хижина Ниссена

Хижина Ниссена (или «барак Ниссена») — тип сборного полукруглого строения с каркасом из гофрированной стали, который использовался в различном качестве в период Первой и Второй мировых войн.

## История
Хижина Ниссена была придумана между 16 и 18 апреля 1916 года британским горным инженером и изобретателем Питером Норманом Ниссеном, который в том же году получил на это изобретение патент. Массовое производство хижин Ниссена было начато в августе 1916 года, до конца войны их было произведено порядка 100 тысяч. В межвоенный период хижина Ниссена была практически забыта, однако в 1939 году, когда началась Вторая мировая война, их производство возобновилось.
Хижины Ниссена использовались в качестве помещений самого различного назначения: хотя изначально они были изобретены в качестве временных бараков для солдат, их часто использовали в качестве складов боеприпасов, почтовых отделений и даже церквей. Одним из главных достоинств постройки называлась быстрота её возведения (не больше нескольких часов), однако в плане условий проживания к ней было много претензий. После Второй мировой войны некоторые хижины Ниссена всё же были переоборудованы в постоянное жильё, но популярности так и не снискали. Тем не менее в Исландии, тогда очень бедной стране, хижины Ниссена после войны из-за нехватки жилья использовались в качестве жилых домов. В настоящее время в различных странах остаётся некоторое количество хижин Ниссена, причём ряд из них по-прежнему используется для каких-либо целей.
В Австралии после войны было возведено 50 хижин Ниссена, которые изначально предполагалось сделать домами для проживания семей, — несколько таких хижин сохранилось до настоящего времени, ведётся обсуждение об объявлении района застройки с ними «охраняемой территорией».